# Oliver Janz
Oliver Janz (* 6. August 1960 in Heidelberg) ist ein deutscher Historiker und Professor für Neuere Geschichte an der Freien Universität Berlin.

## Leben
Oliver Janz studierte von 1978 bis 1985 als Stipendiat der Studienstiftung des Deutschen Volkes Geschichte, Philosophie und Soziologie an den Universitäten Heidelberg, Bielefeld und Berlin. 1985 war er Stipendiat der Fondation Maison des Sciences de l’Homme und beendete seine Studien mit dem Magister artium. Von 1985 bis 1987 war er Wissenschaftlicher Mitarbeiter der Ausstellung „Wissenschaften in Berlin“ und von 1986 bis 1989 der Historischen Kommission zu Berlin. 1990 folgte ein Stipendium der FAZIT-Stiftung. 1991 wurde er bei Hartmut Kaelble an der FU Berlin mit einer Arbeit zur Geschichte der evangelischen Pfarrer in Preußen 1850–1914 zum Dr. phil. promoviert.
1991/92 war er Wissenschaftlicher Mitarbeiter an der Ruhr-Universität Bochum, von 1992 bis 1995 an der Arbeitsstelle für Vergleichende Gesellschaftsgeschichte in Berlin und 1993/94 am Deutschen Historischen Museum. Zwischen 1995 und 2005 arbeitete er als Wissenschaftlicher Assistent und als Stipendiat der Deutschen Forschungsgemeinschaft am Lehrstuhl von Jürgen Kocka an der Freien Universität Berlin, wo er sich 2005 mit einer Arbeit zum italienischen Gefallenenkult während des Ersten Weltkriegs habilitierte. 2006/07 war er Gastprofessor an der FU Berlin. 2007 wurde Janz Professor für Neuere Geschichte. In den folgenden Jahren war er auch als Gastprofessor in Trient (2009), in Bern (2010) und am Deutschen Historischen Institut in Rom (2010/11) tätig. 2013 hat Janz einen Ruf auf eine Professur für Neuere Geschichte an die Universität Trient abgelehnt.
Janz gehört den Advisory Boards u. a. des Historial de la Grande Guerre, des Graduiertenkollegs „Entre Espacios. Movimientos, Actores y Representaciones de la Globalización / Between Spaces. Movements, Actors and Representations of Globalization“, des Deutschen Historischen Museums und der „Officina della Storia. Rivista online di storia del tempo presente“ (Universität Tuscia) an. Überdies war er von 2010 bis 2020 Präsident der deutschen Sektion des Istituto per la Storia del Risorgimento Italiano in Rom. Er ist seit 2005 Beiratsmitglied der Zeitschrift Mondo Contemporaneo. Rivista di Storia (Verlag Franco Angeli). Außerdem ist er Mitherausgeber der Buchreihen Italien in der Moderne (Böhlau Verlag) und Le ragioni di Clio (Pacini Editore) sowie der Zeitschriften Mondo Contemporaneo. Rivista di Storia, Percorsi Storici und Annali della Facoltà di Studi Umanistici dell’Università degli Studi di Milano. Weiterhin fungiert er als editor in chief von 1914–1918-online. International Encyclopedia of the First World War.
Seine Arbeitsschwerpunkte sind die Europäische Bürgertumsgeschichte, Nation und Nationalismus in Europa, Militärgeschichte, Geschichte des Ersten Weltkriegs, Mentalitäts- und Religionsgeschichte, Kirchengeschichte, Familien- und Geschlechtergeschichte, Geschichte Italiens und des Mittelmeerraums und Theorien und Methoden transnationaler Geschichte.

## Forschungsprojekte
- 1914-1918-online: International Encyclopedia of the First World War
- Collaborative European Digital/Archival Infrastructure (CENDARI)
- Making War, Mapping Europe: Militarized Cultural Encounters, 1792–1920 (MWME)

## Publikationen (Auswahl)
Monographien
- Bürger besonderer Art. Evangelische Pfarrer in Preußen 1850–1914. Berlin/New York 1994 (= Veröffentlichungen der Historischen Kommission zu Berlin. Bd. 87).
- Das symbolische Kapital der Trauer. Nation, Religion und Familie im italienischen Gefallenenkult des Ersten Weltkriegs. Tübingen 2009 (= Bibliothek des Deutschen Historischen Instituts in Rom. Bd. 120).
- 14. Der große Krieg. Frankfurt am Main 2013 (auch als Lizenzausgabe für die Bundeszentrale für politische Bildung, Bonn 2013).
- zusammen mit Christian Jansen: Geschichte Italiens. Vom 18. Jahrhundert bis in die Gegenwart. Kohlhammer, Stuttgart 2023.

Herausgeberschaft
- zusammen mit Pierangelo Schiera und Hannes Siegrist: Centralismo e federalismo tra otto e novecento. Italia e Germania a confronto. Bologna 1997 (= Annali dell'Istituto Italo-Germanico, Quaderno 46).
- zusammen mit Pierangelo Schiera und Hannes Siegrist: Zentralismus und Föderalismus im 19. und 20. Jahrhundert. Deutschland und Italien im Vergleich. Berlin 2000 (= Schriften des Italienisch-Deutschen Historischen Instituts in Trient. Bd. 15).
- zusammen mit Fabrizio Dolci: Non omnis moriar. Gli opuscoli di necrologio per i caduti italiani nella Grande Guerra. Bibliografia analitica. Roma 2003 (= Sussidi Eruditi. Bd. 62).
- Politischer Totenkult in der neueren italienischen Geschichte. In: Themenschwerpunkt von: Quellen und Forschungen aus italienischen Archiven und Bibliotheken 84 (2004).
- zusammen mit Gunilla Budde und Sebastian Conrad: Transnationale Geschichte. Themen, Tendenzen, Theorien. Göttingen 2006.
- zusammen mit Lutz Klinkhammer: La morte per la patria. La celebrazione dei caduti dal Risorgimento alla Repubblica. Roma 2008.
- zusammen mit Roberto Sala: Dolce Vita? Das Bild der italienischen Migranten in Deutschland. Frankfurt am Main 2011.
- zusammen mit Daniel Schönpflug: Gender History in a Transnational Perspective. Networks, Biographies, Gender Orders. New York/Oxford 2014.
- zusammen mit Lucy Riall: The Italian Risorgimento. Transnational Perspectives. Special Issue of Modern Italy. Journal of the Association for the Study of Modern Italy, 19,1 (2014).

## Auszeichnungen
- 2015: Berliner Digital Humanities Preis 2. Preis, zusammen mit Nicolas Apostolopoulos, Klaus Ceynowa und Projektteam für 1914–1918-online. International Encyclopedia of the First World War.[5]